# Petyllis australensis
Petyllis australensis är en insektsart som beskrevs av George Willis Kirkaldy 1906. Petyllis australensis ingår i släktet Petyllis och familjen spottstritar. Inga underarter finns listade i Catalogue of Life.